# العلاقات البوروندية الكازاخستانية
العلاقات البوروندية الكازاخستانية هي العلاقات الثنائية التي تجمع بين بوروندي وكازاخستان.

## مقارنة بين البلدين
هذه مقارنة عامة ومرجعية للدولتين:
| وجه المقارنة                                              | بوروندي                                    | كازاخستان                      |
| --------------------------------------------------------- | ------------------------------------------ | ------------------------------ |
| المساحة (كم2)                                             | 27.83 ألف                                  | 2.72 مليون                     |
| عدد السكان (نسمة)                                         | 10.86 مليون                                | 17.95 مليون                    |
| الكثافة السكانية (ن./كم²)                                 | 390.23                                     | 6.6                            |
| العاصمة                                                   | بوجومبورا، جيتيغا                          | نور سلطان                      |
| اللغة الرسمية                                             | اللغة الكيروندية، لغة فرنسية، لغة إنجليزية | اللغة القازاقية، اللغة الروسية |
| العملة                                                    | فرنك بوروندي                               | تينغ كازاخستاني                |
| الناتج المحلي الإجمالي (بليون دولار)                      | 3.48 مليار                                 | 159.41 مليار                   |
| الناتج المحلي الإجمالي (تعادل القوة الشرائية) بليون دولار | 8.13 مليار                                 | 439.39 مليار                   |
| الناتج المحلي الإجمالي الاسمي للفرد دولار أمريكي          | 277                                        | 10.51 ألف                      |
| الناتج المحلي الإجمالي للفرد دولار أمريكي                 | 77                                         | 24.23 ألف                      |
| مؤشر التنمية البشرية                                      | 0.400                                      | 0.788                          |
| رمز المكالمات الدولي                                      | +257                                       | +7                             |
| رمز الإنترنت                                              | .bi                                        | .kz، .қаз ‏                     |
| المنطقة الزمنية                                           | ت ع م+02:00                                | ت ع م+05:00، ت ع م+06:00       |

## منظمات دولية مشتركة
يشترك البلدان في عضوية مجموعة من المنظمات الدولية، منها:
| علم المنظمة | اسم المنظمة                               | تاريخ انضمام بوروندي | تاريخ انضمام كازاخستان |
| ----------- | ----------------------------------------- | -------------------- | ---------------------- |
|             | الاتحاد البريدي العالمي                   | ?                    | ?                      |
|             | يونسكو                                    | 16 نوفمبر 1962       | 22 مايو 1992           |
|             | البنك الدولي للإنشاء والتعمير             | 28 سبتمبر 1963       | 23 يوليو 1992          |
|             | وكالة ضمان الاستثمار متعدد الأطراف        | 10 مارس 1998         | 12 أغسطس 1993          |
|             | الاتحاد الدولي للاتصالات                  | 16 فبراير 1963       | 23 فبراير 1993         |
|             | منظمة الشرطة الجنائية الدولية             | ?                    | ?                      |
|             | مؤسسة التمويل الدولية                     | 28 نوفمبر 1979       | 30 سبتمبر 1993         |
|             | الأمم المتحدة                             | 18 سبتمبر 1962       | 2 مارس 1992            |
|             | مؤسسة التنمية الدولية                     | 28 سبتمبر 1963       | 23 يوليو 1992          |
|             | منظمة حظر الأسلحة الكيميائية              | ?                    | ?                      |
|             | المركز الدولي لتسوية المنازعات الاستشارية | 5 ديسمبر 1969        | 21 أكتوبر 2000         |

## وصلات خارجية
- موقع وزارة الخارجية الكازاخستانية